# الأتارب
الأتارب هي مدينة ومركز ناحية في منطقة الأتارب التابعة لمحافظة حلب السورية. تقع غرب مدينة حلب وتبعد عن حلب قرابة 30 كيلومتر ويبلغ عدد سكانها زهاء 100 ألف نسمة.

تشتهر مدينة الأتارب بأهميتها التجارية ويوجود بها سوق كبير يعتبر سوق رئيسي للمناطق المحيطة بالمدينة يأمٌه الناس من كافة الأماكن وهو بازار الأتارب، ومن الناحية الزراعية تشتهر الأتارب بكافة أنواع المزروعات حيث أن المساحات والأراضي الزراعية تمتد لمسافة كبيرة وتفيض بالخيرات.

## التاريخ
الأتارب مدينة تاريخية قديمة فيها العديد من الآثار والمواقع التاريخية والأثرية من أشهرها الحصن المسمى { حصن أتارب } الواقع على مسافة (8 كم) إلى الغرب من بلدة عفرين وتل أثري إضافة للعديد من المباني التاريخية.
وإلى الشمال من الأتارب تقع بلدة السحارة التي تقع على جبل ممتد يحيط به سلسلة من الجبال، مما أكسب هذه البلدة إطلالة ساحرة الجمال ويقع في ملاك السحارة قلعة دير عمان وهي من القلاع الرومانية القديمة جداً والتي تروي حكاية تاريخ طويل من الصراع في تلك المناطق الأثرية.
وإلى الشرق منها تقع قرية الأبزمو
الأتارب والبلدات المحيطة بها:
السحارة
كفر عمة
إبين
الجينة
كمالية، نايليه
كفر نوران
أورم الصغرى
أرناز
مغر البيض
كفر جوم
أورم الكبرى
الشيخ علي
عويجل
القناطر
كفر تعادل
كفر حلب
ميرنار-عصعوص
كفرناها
بابكة
باتبو
التوامة
كفر كرمين
كفر ناصح
معارة الأتارب
القصر
الأبزمو .

## المناخ
يظهر الجدول التالي التغييرات المناخية على مدار السنة لالأتارب:
| البيانات المناخية لـالأتارب       | البيانات المناخية لـالأتارب | البيانات المناخية لـالأتارب | البيانات المناخية لـالأتارب | البيانات المناخية لـالأتارب | البيانات المناخية لـالأتارب | البيانات المناخية لـالأتارب | البيانات المناخية لـالأتارب | البيانات المناخية لـالأتارب | البيانات المناخية لـالأتارب | البيانات المناخية لـالأتارب | البيانات المناخية لـالأتارب | البيانات المناخية لـالأتارب | البيانات المناخية لـالأتارب |
| الشهر                             | يناير                       | فبراير                      | مارس                        | أبريل                       | مايو                        | يونيو                       | يوليو                       | أغسطس                       | سبتمبر                      | أكتوبر                      | نوفمبر                      | ديسمبر                      | المعدل السنوي               |
| --------------------------------- | --------------------------- | --------------------------- | --------------------------- | --------------------------- | --------------------------- | --------------------------- | --------------------------- | --------------------------- | --------------------------- | --------------------------- | --------------------------- | --------------------------- | --------------------------- |
| متوسط درجة الحرارة الكبرى °م (°ف) | 10.6 (51.1)                 | 12.9 (55.2)                 | 16.8 (62.2)                 | 22.2 (72.0)                 | 28.1 (82.6)                 | 32.7 (90.9)                 | 35.0 (95.0)                 | 35.3 (95.5)                 | 33.2 (91.8)                 | 27.1 (80.8)                 | 18.6 (65.5)                 | 12.5 (54.5)                 | 23.8 (74.8)                 |
| المتوسط اليومي °م (°ف)            | 6.6 (43.9)                  | 7.9 (46.2)                  | 11.1 (52.0)                 | 15.7 (60.3)                 | 20.6 (69.1)                 | 25.2 (77.4)                 | 27.8 (82.0)                 | 28.2 (82.8)                 | 25.5 (77.9)                 | 19.8 (67.6)                 | 12.7 (54.9)                 | 8.1 (46.6)                  | 17.4 (63.4)                 |
| متوسط درجة الحرارة الصغرى °م (°ف) | 2.6 (36.7)                  | 2.9 (37.2)                  | 5.4 (41.7)                  | 9.1 (48.4)                  | 13.1 (55.6)                 | 17.7 (63.9)                 | 20.5 (68.9)                 | 21.0 (69.8)                 | 17.7 (63.9)                 | 12.5 (54.5)                 | 6.8 (44.2)                  | 3.7 (38.7)                  | 11.1 (52.0)                 |
| الهطول مم (إنش)                   | 82 (3.2)                    | 71 (2.8)                    | 55 (2.2)                    | 40 (1.6)                    | 18 (0.7)                    | 4 (0.2)                     | 0 (0)                       | 0 (0)                       | 3 (0.1)                     | 26 (1.0)                    | 43 (1.7)                    | 74 (2.9)                    | 416 (16.4)                  |
| المصدر: Climate-Data.org          |                             |                             |                             |                             |                             |                             |                             |                             |                             |                             |                             |                             |                             |